# L'Hallucination de l'alchimiste
L'Hallucination de l'alchimiste és una pel·lícula muda de la productora francesa Star Film de l'any 1897, del director pioner Georges Méliès.

## Sinopsi
Entre el que se sap del film, es té constància que l'escena contenia una estrella amb cinc caps femenins i una cara gegant de la boca de la qual sortia gent. L'escenari per a això va ser pintat a mà.

## Supervivència i influència
La pel·lícula va ser llançada per Star Film Company i figura en els seus catàlegs amb el núm. 95. Avui dia, es considera perduda.
The Clown and the Alchemist, curtmetratge de l'any 1900, dirigit per J. Stuart Blackton i Albert E. Smith i produït per Edison Manufacturing Company, podria haver-se inspirat en aquesta pel·lícula.